# Базюкин, Максим Александрович
Максим Базюкин (эст. Maksim Bazyukin; 18 июня 1983, Кохтла-Ярве, Эстонская ССР, СССР) — российский футболист, полузащитник.

## Карьера
Свою карьеру Максим Базюкин начал в родном городе Кохтла-Ярве, где выступал за местный клуб «Лоотус» до 2003 года. В период с 2004 по 2007 год выступал за три клуба из города Тарту — «Меркуур», «Мааг», «Таммека». Позже в 2008 году стал играть за клуб «Нарва-Транс», с которым в этом же году завоевал Суперкубок Эстонии, а в 2011 году с клубом вышел в финал Кубка Эстонии. Защищая цвета нарвской команды четыре года подряд становился бронзовым призёром Чемпионата Эстонии. В мае 2010 года Эстонским футбольным союзом был признан лучшим игроком месяца. В 2012 году стал играть за йыхвиский клуб «Локомотив», с которым в 2014 году начал выступать в высшей лиге Эстонии. В апреле 2014 года, благодаря голу Максима на 23 минуте в игре против «Таммека», команда набрала первое очко в турнирной таблице. В 2017 году был отдан в аренду в таллинский клуб «Аякс Ласнамяэ». Первую игру он провел 19 марта против команды «Маарду Юнитед», встреча закончилась со счётом 1:1.
Всего в высшей лиге Эстонии сыграл 294 матча и забил 38 голов.

## Достижения

### Командные
- Бронзовый призёр Чемпионата Эстонии (4): 2008, 2009, 2010, 2011
- Обладатель Суперкубка Эстонии (1): 2008
- Финалист Кубка Эстонии (1): 2010/11

### Личные
- Лучший игрок месяца по версии сайта ЭФС (1): май 2010

## Семья
Женат, воспитывает сына и дочь.